# Calathea
Calathea is een geslacht uit de familie Marantaceae. The Plant List erkent 277 soorten.
Een aantal soorten wordt toegepast als sierplant.

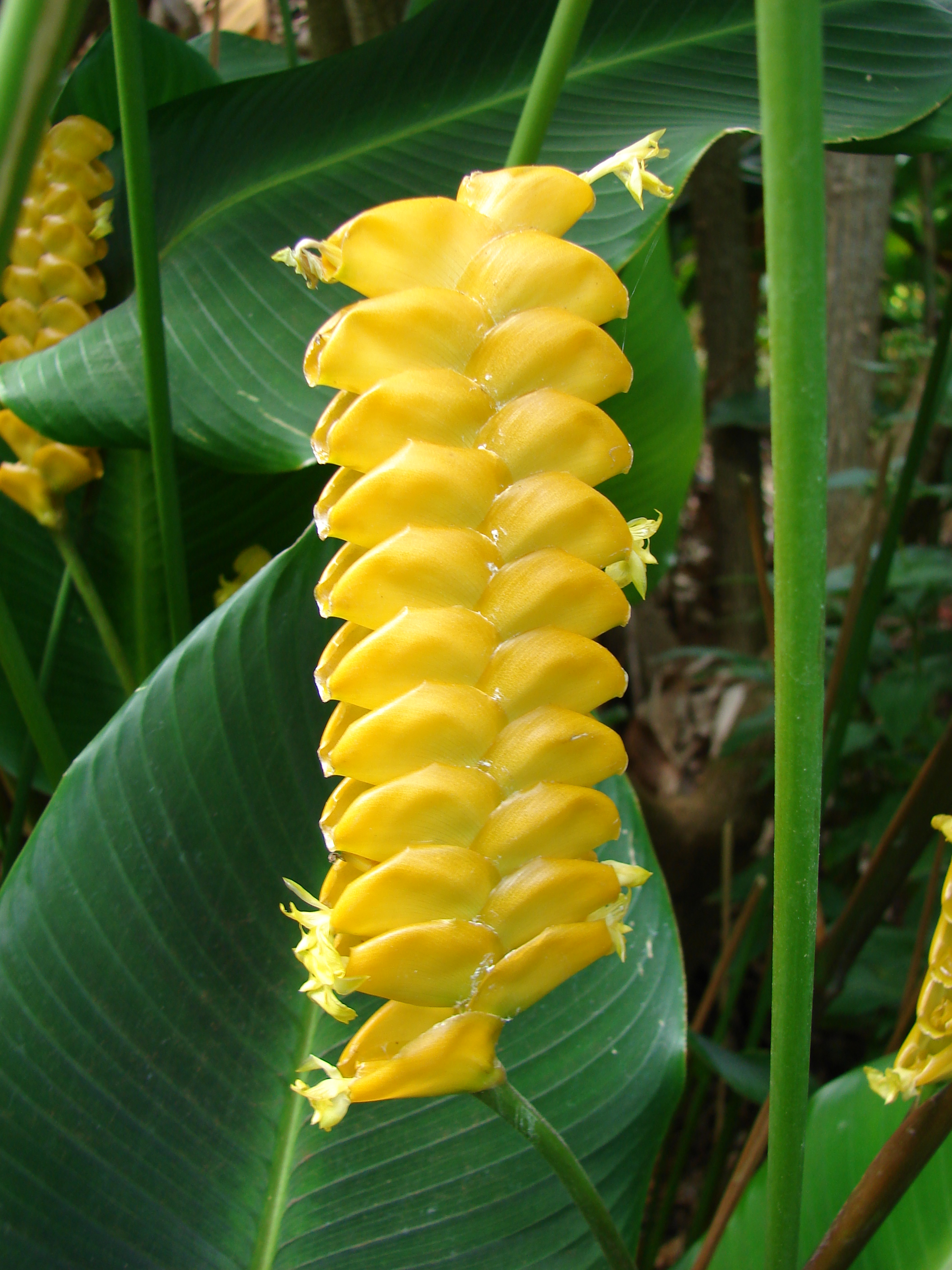
Calathea crotalifera
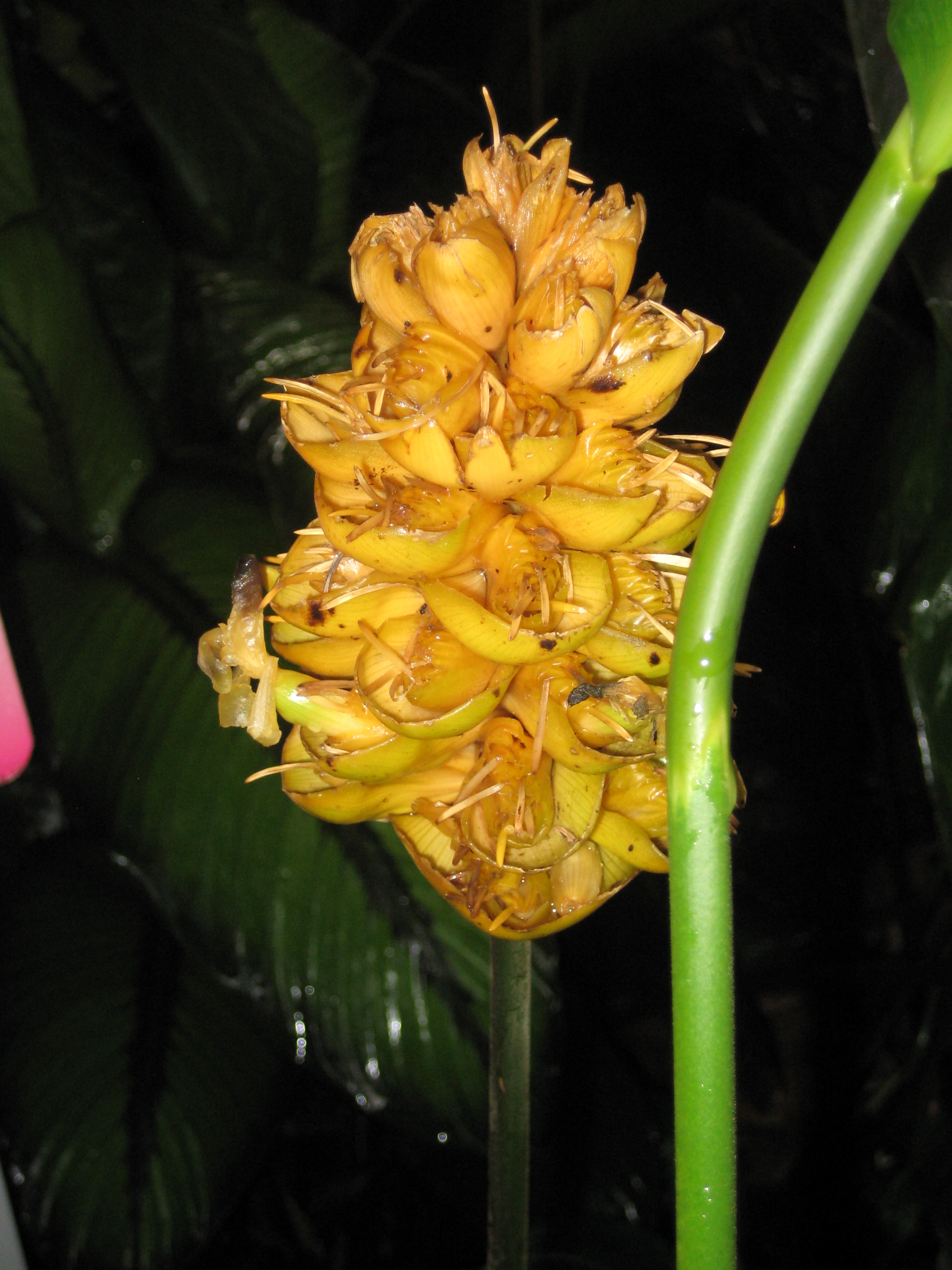
Calathea majestica 'Princeps'
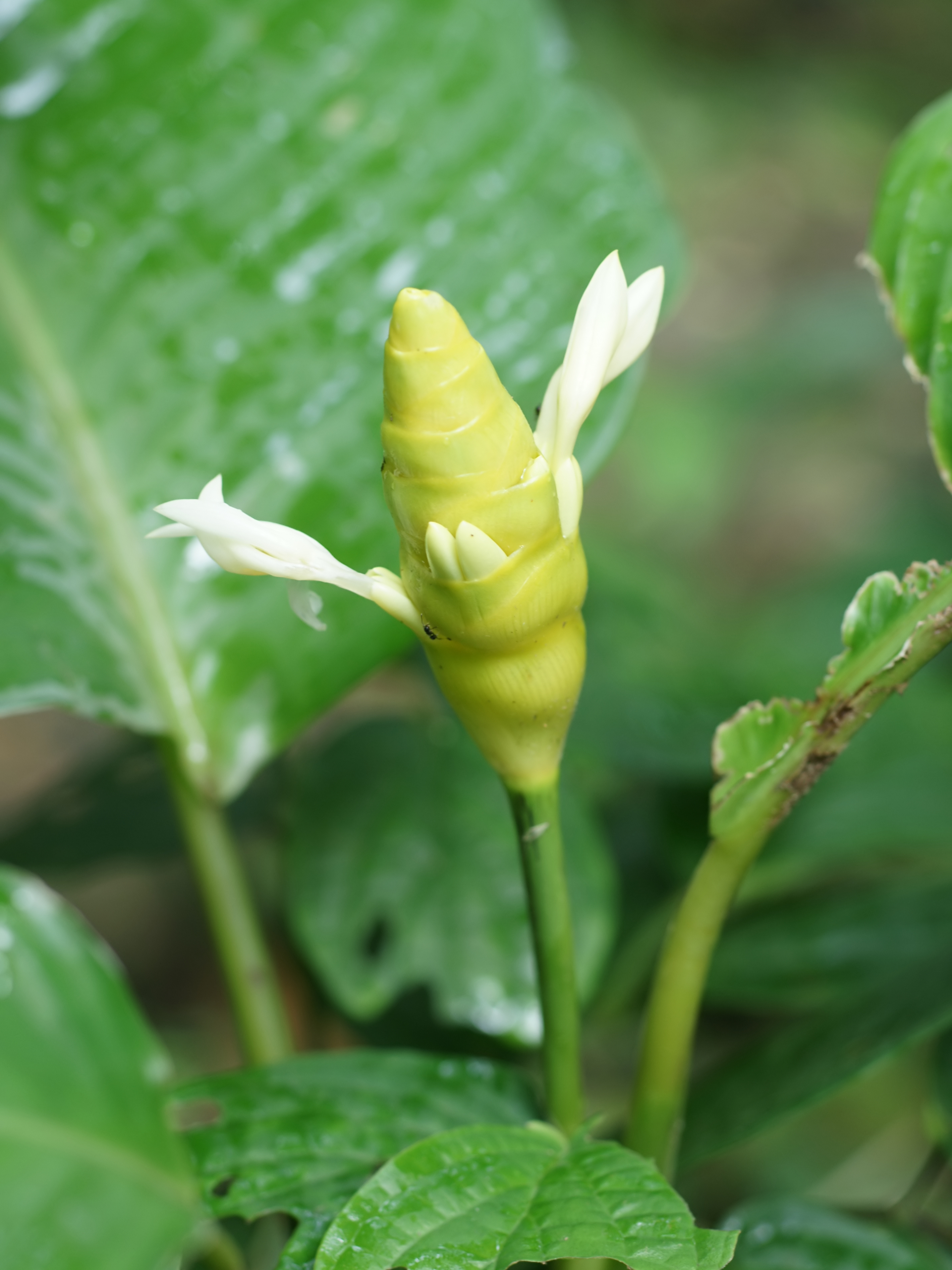
Calathea marantifolia
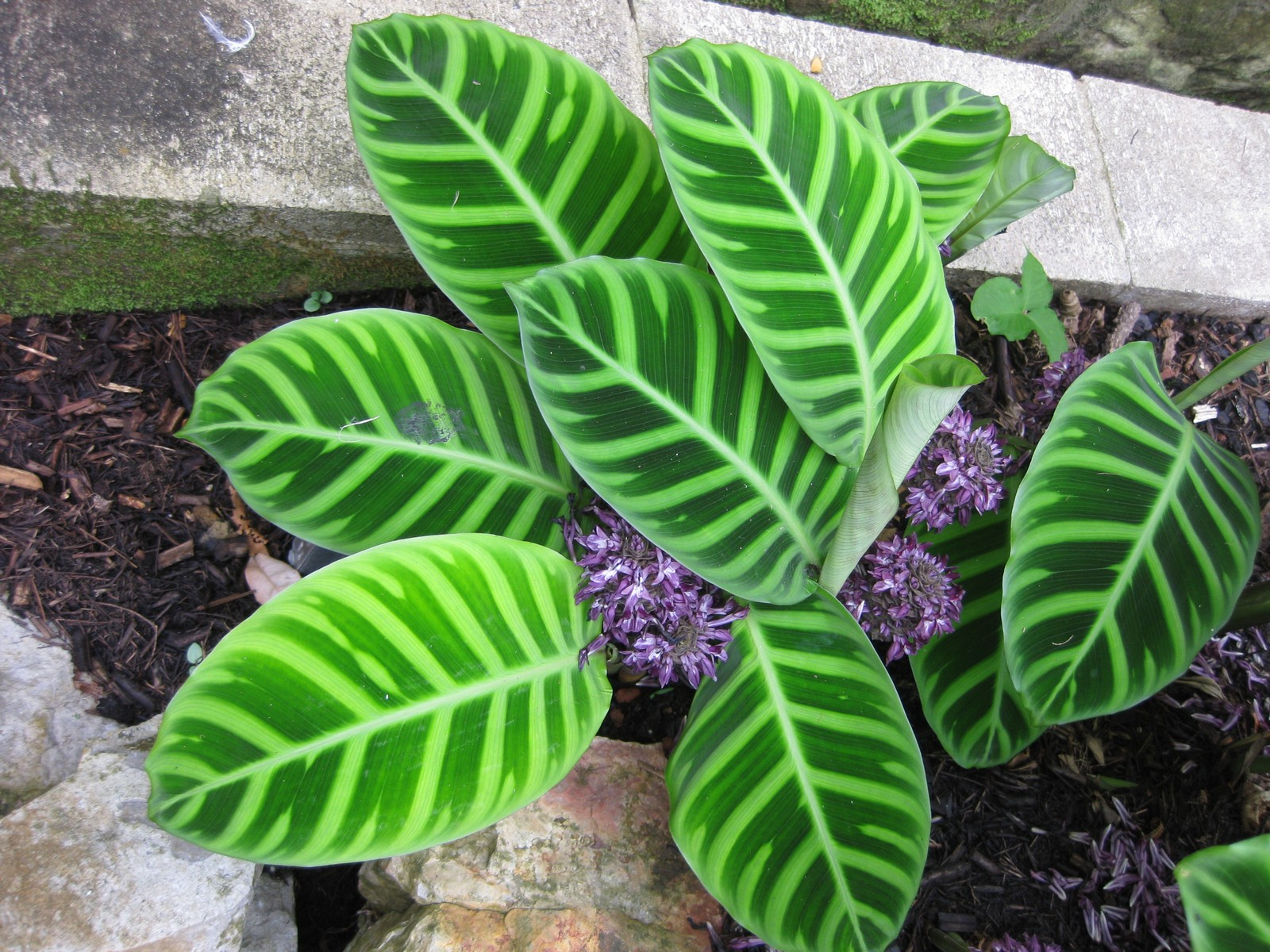
Calathea zebrina